# Stanisław Frankowski (prawnik)

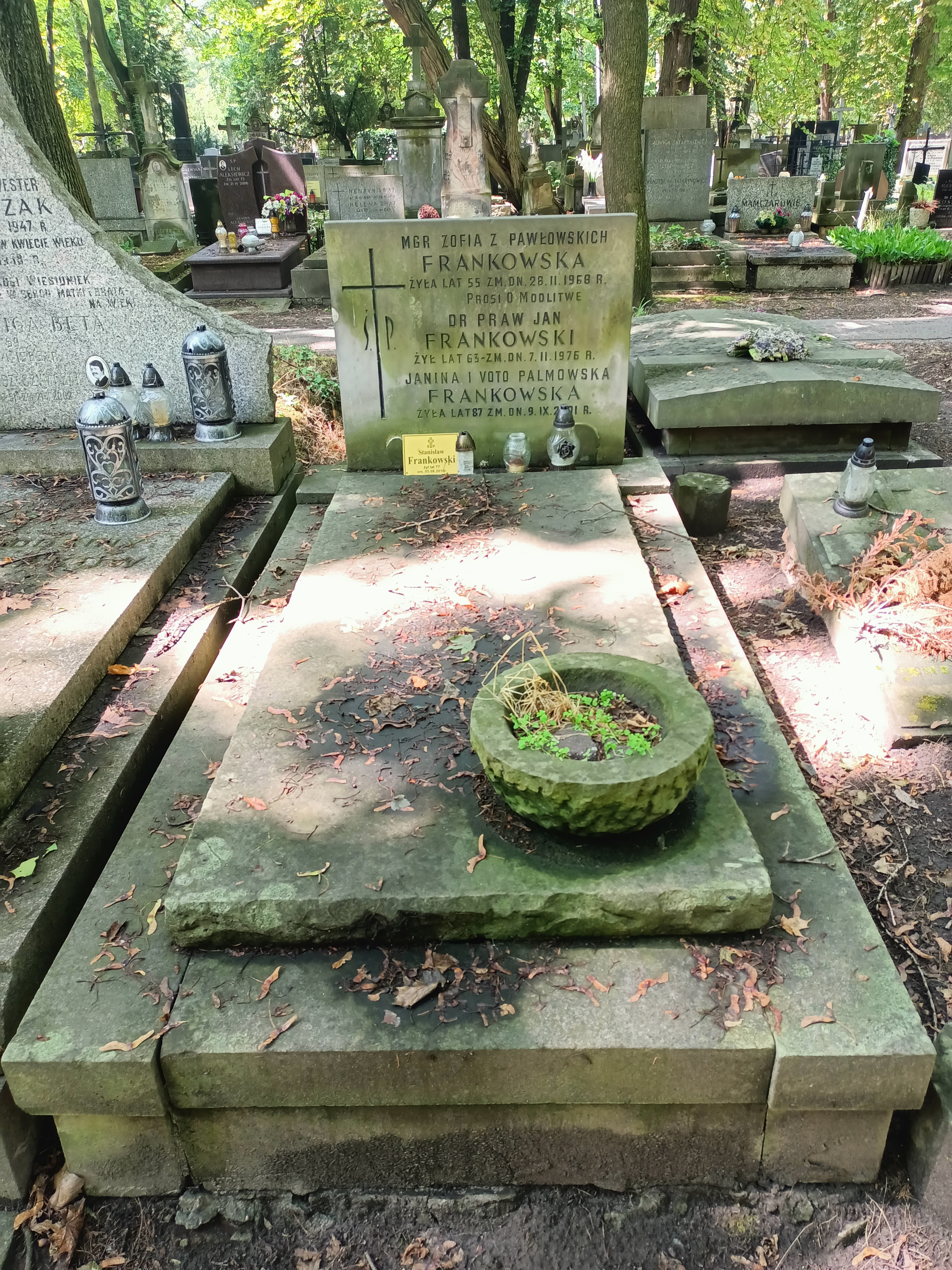
Grób Stanisława Frankowskiego na Cmentarzu Powązkowskim w Warszawie

Stanisław Frankowski (ur. 13 listopada 1939 w Warszawie, zm. 5 sierpnia 2016) – polski i amerykański prawnik, specjalista w zakresie prawa karnego i prawa porównawczego, nauczyciel akademicki Uniwersytetu Warszawskiego i Saint Louis University w Saint Louis.

## Życiorys
Ukończył studia prawnicze na Wydziale Prawa i Administracji Uniwersytetu Warszawskiego (1962), tam w 1968 obronił pracę doktorską. W 1973 ukończył New York University School of Law. Przez blisko 20 lat był nauczycielem akademickim WPiA UW, gdzie zajmował się nauką i dydaktyką prawa karnego. Po ogłoszeniu w Polsce stanu wojennego wyemigrował do USA. W 1983 rozpoczął pracę na Wydziale Prawa (School of Law) jezuickiego Saint Louis University, gdzie w 1992 był współzałożycielem Center for International and Comparative Law. Został profesorem tego uniwersytetu.
Zmarł w wieku 76 lat. 17 sierpnia 2016 został pochowany na cmentarzu Powązkowskim w Warszawie.

## Wybrane publikacje
- Sąd Najwyższy USA. Prawa i wolności obywatelskie (współautorzy: Roger Goldman, Ewa Łętowska) (1997)
- Ustawodawstwo karne Polskiej Rzeczypospolitej Ludowej a zwalczanie alkoholizmu (1979)
- Criminal law aspects of alcoholsm (1978)
- Wina i kara w angielskim prawie karnym (1976)
- Nowe ustawodawstwo karne a zwalczanie alkoholizmu (1972)
- Przestępstwa kierunkowe w teorii i praktyce (1970)
- Nowy kodeks karny Czechosłowackiej Republiki Socjalistycznej (1964)
- Introduction to Polish law (współautor: Adam Bodnar) (2005)
- Prawo karne niektórych państw Europy Zachodniej (red. nauk.) (1982)[3]